# Sân vận động King Power
Sân vận động King Power là một sân vận động ở Leicester, Anh, đó là sân nhà của Leicester City. Sân vận động mở cửa vào năm 2002 và có sức chứa 32.262 lớn thứ 19 ở Anh. Nó được đặt tên sau khi tập đoàn bán lẻ du lịch King Power, một công ty thuộc sở hữu của chủ sở hữu của câu lạc bộ.

## Lịch sử
Sân vận động trước của Leicester là Filbert Street, vốn đã là nhà của họ kể từ năm 1891. Nó đã được dần dần nâng cấp trong suốt thế kỷ 20 và với sự ra đời của Taylor Report trong tháng 1 năm 1990 yêu cầu tất cả các câu lạc bộ trong hai đơn vị trên phải có các khán đài ngồi vào tháng 8 năm 1994, giám đốc Leicester City đã bắt đầu nghiên cứu khả năng xây dựng một sân vận động mới trong đầu những năm 1990, nhưng ban đầu quyết định để có những lựa chọn tái phát triển bằng cách xây dựng một gian hàng mới trên một mặt của Filbert Street và chỗ ngồi phù hợp vào các khu vực còn lại đứng, cho các sân vận động một 21.500 suất tất cả các chỗ ngồi của mùa giải 1994-95.
chuyển đổi Filbert Street cho một sân vận động tất cả các chỗ trùng hợp với khuyến mãi của họ ở Premier League sau khi phải sống lưu vong bảy năm từ các chuyến bay hàng đầu, và với nguy cơ xuống hạng của họ chỉ sau một mùa nó xuất hiện rằng dung lượng 21.500 sẽ được đầy đủ.
Tuy nhiên, thành công trong những năm cuối thập niên 1990 chứng kiến đám đông tăng lên, điều này có nghĩa rằng hầu như mọi trò chơi tại Filbert đường là một bán ra vào cuối thập kỷ này. Di dời đã sớm trở lại trên thẻ; một số CLB có kích thước tương tự đã chuyển đến sân vận động mới trong khoảng thời gian này, bao gồm Leicester của trung du các đối thủ Stoke City và Derby County.
Một số phần của mặt đất - Đông và Bắc Gian hàng đặc biệt - cũng đã phần nào lỗi thời, dẫn quản lý, Martin O'Neill nói đùa rằng khi ông đã cho thấy Filbert Street tới bản hợp đồng mới mà ông đã dẫn họ về phía sau ra khỏi đường hầm chơi để ngăn chặn họ nhìn thấy East Stand.
Trong đầu năm 1998, kế hoạch đã được công bố cho tất cả 40.000 chỗ ngồi sân vận động được xây dựng tại Đảo Bede Nam trong thời gian cho mùa giải 2000-01, nhưng kế hoạch này đã bị hủy bỏ vào ngày 05 Tháng 1 năm 2000. Chủ tịch John Elsom thề rằng lựa chọn khác, bao gồm cả di dời đến một trang web khác hoặc thậm chí tái phát triển hơn nữa của Filbert Street, sẽ được xem xét, hy vọng rằng một trong hai lựa chọn sẽ có thể hóa vào tháng 8 năm 2002.
Các tùy chọn di dời sớm được giải quyết theo như kế hoạch đã được công bố vào ngày 2 tháng 11 năm 2000 cho một sân vận động 32.000 chỗ ngồi tại Bến cảng lân cận Freeman, với 2003-04 là ngày dự kiến hoàn thành, mặc dù nó đã được đề xuất vào thời điểm di dời có thể xảy ra vào lúc bắt đầu của mùa giải 2002-03. Làm việc trên các sân vận động bắt đầu vào mùa hè năm 2001, và ngày 10 tháng 10 năm đó nó đã được xác nhận rằng sân vận động mới sẽ sẵn sàng cho mùa giải 2002-03.
Các sân vận động đã được hoàn thành đúng thời hạn vào mùa hè năm 2002, sẵn sàng cho Leicester để mất nơi cư trú cho sự bắt đầu của mùa giải 2002-03. Tuy nhiên, nó không phải là một khởi đầu dễ dàng tại sân vận động mới của họ khi họ vừa bị xuống hạng từ Premier League và đã có hơn 30 triệu £ trong nợ nần.
Các sân vận động cũng có dưới đất sưởi ấm.
Sự tham dự kỷ lục đối với bóng đá là 32.242 cho Leicester City trước Sunderland cho trận đấu đầu tiên của mùa giải 2015-16 Premier League. Sự tham gia tổng thể là 32.488 cho một trận đấu bóng bầu dục công đoàn giữa Leicester Tigers và Bath trong năm 2006. Điều này là do trận đấu bóng bầu dục này diễn ra trước khi ghế được loại bỏ để cung cấp sự phân biệt của người hâm mộ bóng đá đối thủ, làm giảm sức chứa của sân chính xác từ 32.500 đến 32.262.